# Pantonyssus bitinctus
Pantonyssus bitinctus là một loài bọ cánh cứng trong họ Cerambycidae.